# Jan Klijnjan
Jan Klijnjan (Papendrecht, 26 febbraio 1945 – Dordrecht, 15 giugno 2022) è stato un calciatore olandese, di ruolo centrocampista o attaccante. Giocò 11 partite con la nazionale olandese, segnando due gol.